# Antahualla
Antahualla (conocido también como: Antawalla o Lari Lari) es una entidad mítica con forma de felino sobrenatural perteneciente a la mitología andina.

## Descripción

El mítico felino Antahualla se relaciona con la aparición de meteoros

Para los aimaras, la Antahualla es un gato con cola de fuego que se desplaza durante la noche entre pozos de agua encantados. Se le describe con una forma semejante a una estrella fugaz, aunque de mayor tamaño.
Es tomado por ser maligno que penetra en el desprevenido, enfermándole y conduciéndole a la locura. Las víctimas pueden llegar a morir y, según algunos testigos, presentan en el cuerpo manchas rojizas que se asemejan a la de los gatos silvestres.
Los excrementos de la Antahualla tienen la apariencia de piedras con manchas circulares rojas y son usados en la preparación de un antídoto contra las enfermedades originadas por este ser.

## Características
Asemejando a una estrella fugaz, la Antahualla cae del cielo. Si se le llama o señala, la Antahualla cambiará su rumbo y llegará a quien haya osado llamarlo.
Posee ojos grandes y muy brillosos (si se le mira, se caerá en el encanto) tiene cuatro patas, su pelaje es muy brillante y tiene una extensa cola que parece la de un cometa caído del cielo, algunos dicen que en esa cola tan enorme lleva el alma de sus víctimas.
Su pelaje aparte de brilloso es muy abultado, toma la forma de un gato pero su cabeza es más grande de lo común.
De acuerdo a entrevistas realizadas por el autor en los departamentos de Tacna y Puno. La Antahualla puede aparecer también como un espíritu con forma de esfera incandescente.